# Utilitarisme

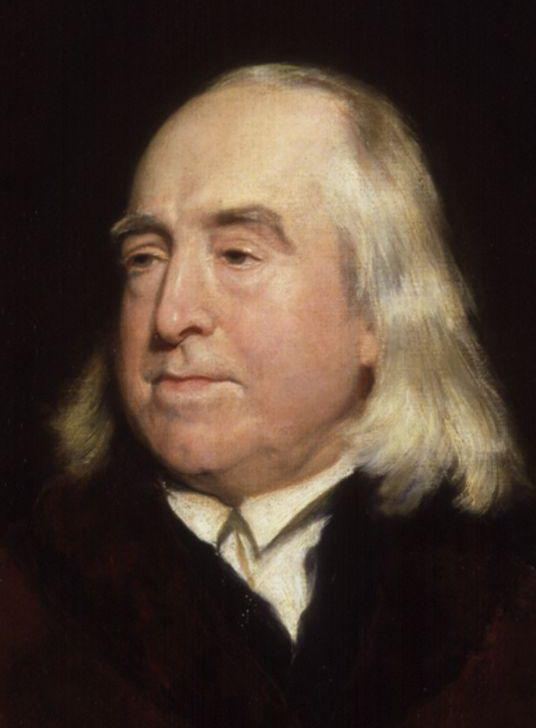
Portrait de Jeremy Bentham, par Henry William Pickersgill.

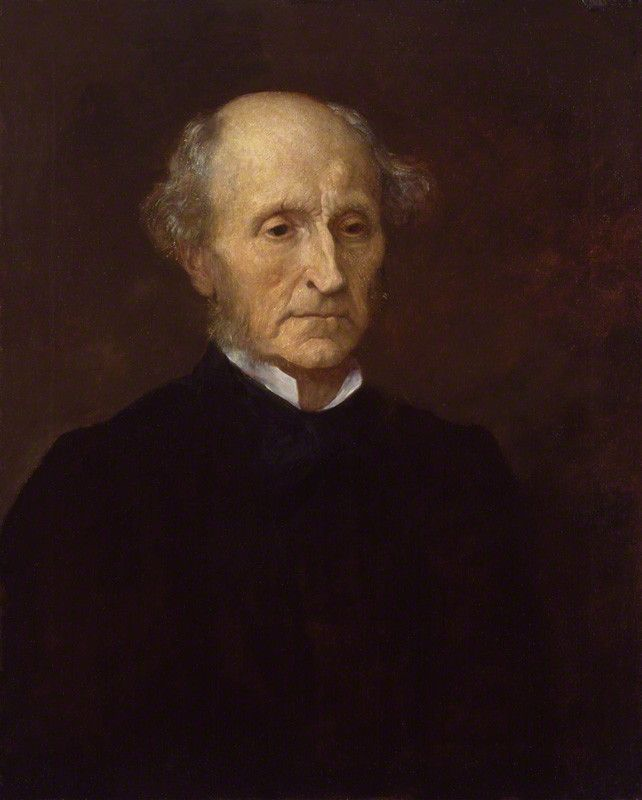
Portrait de John Stuart Mill, par George Frederic Watts.

L’utilitarisme est un principe éthique qui prescrit d'agir de manière à maximiser le bien-être collectif, entendu comme la somme (ou la moyenne) du bien-être de l'ensemble des êtres affectés.
On résume souvent l'utilitarisme par une maxime généralement attribuée à son premier théoricien, Jeremy Bentham : « le plus grand bonheur du plus grand nombre ». Cette formule met en évidence le fait que l'utilitarisme n'est ni l'égoïsme (le plus grand bonheur pour un seul individu, fût-ce aux dépens des autres), ni l'égalitarisme (même bonheur pour tous, dût-il être globalement faible) ; elle fait cependant apparaître deux objectifs distincts (nombre d'individus affectés ; niveau de bonheur de chacun d'entre eux) et qui ne sont généralement pas pleinement conciliables, tandis que l'utilitarisme n'a qu'un seul objectif : la quantité globale de bonheur.
L'égalité (ou justice) n'est pas un objectif en soi (elle peut cependant l'être en tant que facteur d'amélioration du bien-être global). Ainsi, une amélioration globale donnée du bien-être d'une population est préférée à toute amélioration globale moindre, même mieux répartie. On évitera ainsi tout gaspillage de bien-être, c'est-à-dire tout choix dont résulte un bien-être global inférieur au maximum possible.
L'utilitarisme est conséquentialiste, car il évalue une action (ou une règle) uniquement en fonction des conséquences escomptées. Elle appartient au spectre des doctrines eudémonistes, mais à l'opposé de l'égoïsme, puisque visant le bien-être de tous et non d'un seul. Plaçant la raison à la source de ses jugements moraux, elle se distingue de toute morale idéaliste ainsi que de toute morale déontologique telle que celle de Kant. L'utilitarisme se conçoit comme une éthique devant être appliquée tant aux décisions individuelles qu'aux décisions politiques, économiques, sociales ou judiciaires.
À cette doctrine, ou à certaines de ses invocations dans les champs politiques et économiques, s'opposent les anti-utilitaristes (par exemple le MAUSS) qui perçoivent dans l'utilitarisme une hégémonie du modèle économique dominant et une approche purement instrumentale de l'action politique et des rapports sociaux.

## Histoire
Bien qu'on puisse en voir des prémices dans l'Antiquité, l'utilitarisme n'est réellement mis en place qu'à la fin du XVIIIe siècle à la suite d'un héritage des Lumières et d'une profonde influence de l'empirisme anglais. Le père de cette philosophie est Jeremy Bentham (1748-1832), qui s'inspira notamment de Hume et Helvétius. La philosophie utilitariste hédoniste telle qu'elle fut formulée par Bentham fut le point de départ des nombreuses versions de l'utilitarisme qui se sont développées aux XIXe et XXe siècles. Ce fut aussi une rupture historique et progressiste prônant l'abandon de toute idée de droit naturel et de toute métaphysique englobante (aucune autorité suprême ne peut décréter ce qui est juste ou bon).
C'est toutefois grâce à l'apport de John Stuart Mill (1806-1873) que l'utilitarisme devint une philosophie élaborée capable d'aborder dans les détails les questions de politique, de législation, de justice, d'économie, mais aussi de liberté sexuelle, d'émancipation des femmes, etc. À la suite de Stuart Mill, Henry Sidgwick (1833-1900) fut le principal auteur de la systématisation de la doctrine utilitariste. Par la suite, de nombreux philosophes, généralement anglo-saxons, ont développé et enrichi la pensée utilitariste. Richard Mervyn Hare, Peter Singer, Richard Layard font partie des plus célèbres[réf. souhaitée].

## Principes fondamentaux

### Le principe d'utilité
Dans le premier chapitre de son ouvrage intitulé An Introduction to the Principles of Morals and Legislation (1780), Jeremy Bentham expose le concept central d'utilité de la manière suivante : « principe qui approuve ou désapprouve toute action en accord avec la tendance à augmenter ou à diminuer le bonheur de la partie dont l'intérêt est en question. »
Selon les versions de l'utilitarisme, le principe d'utilité peut s'articuler autour des termes du bonheur (the Greatest Happiness Principle en anglais), mais aussi du bien-être (welfare) physique et matériel, moral ou intellectuel.
Il convient donc de ne pas réduire le concept d’« utilité » à son sens courant de « moyen en vue d'une fin immédiate donnée ». Le terme « utile » au sens utilitariste du terme désigne ce qui contribue à maximiser le bien-être d'une population. C'est en ce sens particulier qu'on peut parler du calcul de l'utilité d'un acte, ou qu'on peut comparer les utilités de différentes actions ou règles. Pour ce faire, les utilitaristes pèsent le pour et le contre d'une décision en estimant l'utilité associée.

### Le conséquentialisme
Les conséquences d'une action sont la seule base permettant de juger de la moralité de l'action. L'intention ou les qualités morales de l'actant (personnages qui fait ou s'abstient de faire l'action) n'interviennent pas directement dans le calcul de la moralité d'une action. Il est donc indifférent que l'actant soit généreux, intéressé, ou machiavélique, ce sont les conséquences de leur action ou de leur acte, qui doivent être morales. Il y a ainsi une dissociation de la cause ou de l'origine de l'action, c'est-à-dire l'actant, et des conséquences de l'action. L'utilitarisme ne s'intéresse pas non plus au type d'action : économique, judiciaire, ou intellectuel, voire artistique ou culturel[réf. souhaitée]. Certains utilitaristes ne considèrent cela dit que les conséquences prévisibles.

### Le principe d'agrégation
Ce qui est pris en compte dans le calcul est le solde net de bien-être de tous les individus affectés par l'action, indépendamment de la distribution de ce solde. Ce qui compte c'est la quantité globale de bien-être produit, quelle que soit la répartition de cette quantité. Suivant ce principe, il est tout à fait rationnel de voir le bien-être d'une minorité, se réduire afin d'augmenter le bien-être général. Cette possibilité d'équilibre, ou selon un sens négatif de « sacrifice », d'une minorité au profit de toute la population, est justifiée par l'idée de compensation suivante : l'insuffisance en quantité de bonheur d'une minorité est compensée par l'affluence en quantité de bonheur de la majorité. Si cette insuffisance est surcompensée, l'action est jugée moralement bonne. Cependant, s'il subsiste un déséquilibré significatif, l'action est jugée mauvaise, et donc immorale. Dès lors, cette idée de compensation ou d'équilibre devient un facteur essentiel pour le bien-être général dans une société. L'aspect dit « sacrificiel » est l'un des plus critiqués par les adversaires de l'utilitarisme. Cependant, l'utilitarisme s'oppose fondamentalement à l'égoïsme, poursuivant ainsi l'idée d'un juste milieu, comme exprimé par Aristote dans l'Éthique à Nicomaque[Interprétation personnelle ?].

### Principe de maximisation
L'utilitarisme demande de maximiser le bien-être général. Maximiser le bien-être n'est pas facultatif, mais impératif. Il s'agit d'un devoir envers la société dans laquelle se déroule l'action, voire à l'égard de toute l'humanité[Interprétation personnelle ?].

### L'impartialité et universalisme
Les plaisirs et souffrances ont la même importance, quel que soit l'individu qu'ils affectent. Le bien-être de chacun a le même poids dans le calcul du bien-être général. Ce principe qui est compatible avec la possibilité de sacrifice, affirme seulement que tous les individus valent autant dans le calcul. Il n'y a ni privilégié ni lésé a priori : le bonheur d'un roi ou d'un simple citoyen sont pris en compte de la même manière. L'aspect universaliste consiste en ce que l'évaluation du bien-être vaut indépendamment des cultures et des particularismes régionaux. Comme l'universalisme de Kant, l'utilitarisme a pour but de définir une morale valide universellement.

## Le calcul utilitariste
L'un des traits importants de l'utilitarisme est son pragmatisme. La moralité d'un acte est « calculée » en fonction de ses effets, non des motifs qui le sous-tendent. Ce calcul prend en compte les conséquences de l'acte sur le bien-être du plus grand nombre. S'il suppose la possibilité pour l'actant de calculer les conséquences de ses actes et d'évaluer son impact sur le bien-être des autres d'un point de vue rationnel, il ne s'agit pas pour autant d'un calcul de la raison au sens kantien. En effet, chez Kant, c'est « l'autonomie de la volonté » qui fonde la morale et qui permet d'agir de façon désintéressée et donc hors de toute contingence pratique ou mesurable. Ainsi, l'impératif catégorique kantien qui fonde toute morale s'oppose à l'utilitarisme dans le sens où il ne peut être déterminé par les effets de l'action mais uniquement par la raison c'est-à-dire l'« idée de la volonté de tout être raisonnable conçue comme volonté instituant une législation universelle. » Dans la Critique de la raison pratique, Kant pense aussi l'action dans son caractère pragmatique et utile, mais non selon ses effets dans le réel mais leur conformité avec l'impératif de la raison.
L'utilitarisme peut inclure dans son calcul non seulement les agents moraux, mais aussi les patients moraux : tous les êtres capables d'éprouver du plaisir et de la peine, c’est-à-dire doués de sensibilité. Les animaux pourraient donc être inclus dans le calcul de la moralité. Le philosophe utilitariste Peter Singer se servira de cet aspect dans son opposition au spécisme.

## Différentes versions de l'utilitarisme
Diverses variantes de l'utilitarisme de Jeremy Bentham ont émergé. L'utilitarisme de la règle met l'accent sur l'adoption de règles dont le respect par tous maximiserait l'utilité globale, même si dans certains cas particuliers, violer la règle produirait un meilleur résultat. Cette approche peut être vue comme complémentaire à l'utilitarisme de l'acte, qui juge chaque action selon ses conséquences, en fournissant des principes directeurs lorsque l'analyse au cas par cas est complexe. L'utilitarisme moyen s'intéresse au bonheur moyen plutôt que total, là où l'utilitarisme des préférences se détourne de la maximisation du bonheur pour maximiser des préférences des individus s'ils étaient plus rationnels et informés.

### Utilitarisme hédoniste de Bentham
C'est Jeremy Bentham qui introduisit le vocable en 1781 et qui tira de ce principe les implications théoriques et pratiques les plus abouties. Le principe éthique à partir duquel il jugeait les comportements individuels ou publics était l'utilité sociale.
Le postulat de sa théorie utilitariste est que le bien éthique constitue une réalité constatable et démontrable. On peut le définir à partir des seules motivations élémentaires de la nature humaine : son penchant « naturel » à rechercher le bonheur, c'est-à-dire un maximum de plaisir et un minimum de souffrance. Ce principe est formulé ainsi par Bentham « La nature a placé l'humanité sous l'empire de deux maîtres, la peine et le plaisir. C'est à eux seuls qu'il appartient de nous indiquer ce que nous devons faire comme de déterminer ce que nous ferons. D'un côté, le critère du bien et du mal, de l'autre, la chaîne des causes et des effets sont attachés à leur trône. ».
L'utilitarisme benthamien, comme nombre de ses suivants, prétendait régler des problèmes sociaux très anciens :
- quels principes guident les comportements des individus ;
- quelles sont les tâches du gouvernement ;
- comment les intérêts individuels peuvent être conciliés entre eux ;
- comment les intérêts individuels s'accordent avec ceux de la communauté.

Le principe de l'antagonisme du plaisir et de la peine répond ainsi à l'ensemble de cette problématique. Bentham affirme qu'il ne peut y avoir de conflit entre l'intérêt de l'individu et celui de la communauté, car si l'un et l'autre fondent leur action sur l'« utilité », leurs intérêts seront identiques. Cette démarche joue sur tous les plans de la vie sociétale : religieux, économique, éducatif, dans l'administration, dans la justice ainsi que dans les relations internationales.
Il est important de signaler que Bentham considère l'animal comme partie prenante de la communauté. Son raisonnement est le suivant : « La question n'est pas : peuvent-ils raisonner ? Ni : peuvent-ils parler ? Mais : peuvent-ils souffrir ? ».

### Utilitarisme indirect de John Stuart Mill
Fils de James Mill, filleul et disciple de Bentham, John Stuart Mill est le successeur immédiat de l'utilitarisme benthamien. Il s'en écarte toutefois en développant un utilitarisme indirect. Là où Bentham définit welfare (bien être) par le plaisir, Mill définit le welfare par le bonheur. Ce faisant, il s'écarte de l'utilitarisme hédoniste et propose un utilitarisme indirect. Le plaisir n'y est plus la fin de la moralité, il ne joue un rôle qu'indirectement, dans la mesure où il contribue à augmenter la somme de bonheur des individus concernés. On doit aussi à Mill la reconnaissance de la dimension qualitative des plaisirs. Contrairement à Bentham, qui ne hiérarchise pas les plaisirs et s'intéresse uniquement à la quantité de ceux-ci, John Stuart Mill défend une différence de qualité entre les plaisirs. On peut ainsi préférer une quantité moindre d'un plaisir de plus grande qualité à une quantité supérieure d'un plaisir de qualité plus médiocre.

### Utilitarisme de l'acte et utilitarisme de la règle
Bien que la distinction stricte entre utilitarisme de l'acte et de la règle soit sujette à caution, une partie des critiques différencie ces deux tendances.
Les termes d'utilitarismes de l'acte ou de la règle renvoient au calcul des conséquences. Pour l'utilitarisme de l'acte, ce qui doit être pris en compte sont les conséquences de l'acte particulier que fait l'agent. Pour l'utilitarisme de la règle ce qui compte sont les conséquences de l'adoption d'une règle d'action.
La question du premier est « l'acte de sauver cette personne qui se noie, dans ce contexte précis, a-t-il des conséquences positives ? », celle du second « l'adoption de la règle « il faut sauver une personne qui est en train de se noyer » a-t-elle des conséquences positives ? ».
L'utilitarisme de l'acte est un contextualisme : il évalue toujours la moralité d'un acte unique, qui s'inscrit dans un contexte particulier. L'évaluation de la moralité de l'acte « après » l'effectuation de celui-ci est plus flagrante dans ce type d'utilitarisme qu'ailleurs. Avant de faire l'acte l'agent peut supposer des conséquences positives ; mais si les conséquences réelles s'avèrent négatives l'acte sera immoral. Cette vision de l'évaluation morale est opposée de façon classique à l'optique déontologique, qui propose des principes pour évaluer la moralité de l'action avant qu'elle ait lieu.
Du côté de l'utilitarisme de la règle il ne s'agit plus des conséquences particulières d'un acte unique qui sont prises en compte, mais des conséquences globales de l'adoption d'une règle. Les conséquences positives de l'adoption d'une règle justifient son adoption et le fait de suivre cette règle. On peut désormais faire appel à des maximes générales et évaluer la moralité de l'action avant de la réaliser. Peut-être que l'acte de sauver cette personne précise a des conséquences négatives (s'il s'agit d'un tyran), mais l'adoption de la règle « il faut sauver les personnes qui se noient » a des conséquences positives. Faute de savoir si l'acte particulier en question a bien des conséquences positives, il faut suivre la règle.
Aussi, ce type d'utilitarisme ne peut être confondu avec le principe d'universalisation kantien qui fonde l'universalité de la morale dans la raison et non dans la matière ou les effets de l'action.
L'une des raisons de douter de l'hétérogénéité de l'utilitarisme de l'acte et de la règle est que prises chacune indépendamment, ces doctrines semblent mener à des impasses. Ainsi de l'incalculabilité des conséquences pour l'utilitarisme de l'acte, ou du désintérêt pour les cas particuliers pour l'utilitarisme de la règle. Cette situation les rend peu soutenables prises comme strictement dissociées. De plus, selon Richard Mervyn Hare, l'utilitarisme de la règle se réduit à l'utilitarisme de l'acte s'il permet des règles arbitrairement spécifiques et contextuelles. On peut cependant les voir comme des tendances au sein de l'utilitarisme et ne pas les considérer comme totalement dissociables.
Similairement à la notion de règle utilitariste, des travaux ont cherché à incorporer la notion de vertu ou de motif au processus concret de prise de décision utilitariste.

### Utilitarisme des préférences
L'utilitarisme hédoniste se donne pour objectif de maximiser le bien-être des individus, tandis que l'utilitarisme des préférences a pour objectif de maximiser la satisfaction des préférences des individus. Ne comptent que les préférences de l'individu qui le concernent lui-même. Il faut aussi qu'elles soient bien informées ; si dans mon verre de vin un poison a été introduit à mon insu, l'utilitariste des préférences se permettra de m'empêcher de le boire, car si j'étais bien informé ma préférence serait de ne pas le boire.
Cette forme d'utilitarisme, introduite par Richard Mervyn Hare et reprise par Peter Singer, a l'avantage d'éviter de déduire le prescriptif du descriptif : les préférences individuelles préétablies étant par nature déjà d'ordre prescriptif, l'éthique se ramène à une opération d'universalisation.
Un autre avantage est le respect qui en découle de l'autonomie individuelle : l'utilitarisme laisse l'individu libre du choix de ses propres préférences, sans lui imposer de devoir préférer la maximisation de son propre bonheur. À l'inverse, il peut sembler étrange de devoir respecter les préférences d'un individu qui veut se rendre malheureux.
C'est sur la base de l'utilitarisme des préférences que Peter Singer a (avant de devenir utilitariste hédoniste) accordé une importance plus grande à la préservation de la vie de certains êtres sensibles — ceux qui sont capables de former des projets pour leur avenir et donc de préférer rester en vie — qu'à celle d'autres — ceux qui n'ont pas cette capacité, et dont les préférences se résument à la recherche à court terme du plaisir et à l'évitement de la souffrance. Il apparaît ainsi moins grave de tuer une souris qu'un humain adulte, même s'il reste aussi grave de faire souffrir la première que le second, les deux ayant une préférence aussi forte pour ne pas souffrir. Cependant, certains êtres humains — les fœtus, les nouveau-nés, les handicapés mentaux profonds et les personnes séniles — ne possèdent pas ou plus la capacité à former des projets et à préférer continuer à vivre, ce qui les met dans cette perspective, sur le même plan, du point de vue du mal qu'il y a à les tuer, que beaucoup d'animaux non humains.
Les économistes Kenneth Arrow et Amartya Sen ont également travaillé à adapter l'utilitarisme des préférences à la théorie du choix social, explorant de façon systématique la logique de l'agrégation des préférences, les règles de vote, et en particulier le principe majoritaire. Notons que plus on s'éloigne de l'unanimité pour se rapprocher de la majorité simple, plus les problèmes de transitivités apparaissent au risque d'être confronté au paradoxe de Condorcet dans certains cas déjà notés par Condorcet.
Une version ordinale de l'utilitarisme des préférences a été développée au travers de la nouvelle économie du bien-être, notamment par Vilfredo Pareto. Elle est ordinale dans le sens où les préférences sont hiérarchisées plutôt que pondérées selon leur intensité. Elle est fondée sur la notion de Pareto-supériorité et d'optimum de Pareto : une option A est Pareto-supérieure à une option B si certaines personnes affectées préfèrent A à B et si aucune ne préfère B à A. Dans un ensemble d'options, une option est Pareto-optimale lorsque aucune autre option de cet ensemble ne lui est Pareto-supérieure. On peut reformuler en disant qu'une situation est optimale au sens de Pareto si l'on ne peut pas changer la situation sans détériorer la condition d'au moins un des agents impliqués.

### Utilitarisme négatif
Comme le souligne John Stuart Mill, il y a deux fins que la doctrine demande de poursuivre : la maximisation du bien-être et la minimisation de la souffrance.
L'utilitarisme négatif propose de poursuivre uniquement la seconde. Il implique de tenir compte du bien-être des individus seulement lorsque celui-ci est négatif, c'est-à-dire qu'il est un mal-être. Le but fondamental est de minimiser la souffrance ; le bonheur, par contre, ne compte pas, ou en tout cas pas sur la même balance. On pourra infliger (ou laisser subsister) une souffrance pour pouvoir en soulager une autre, plus grande ; mais on ne pourra le faire pour pouvoir créer un bonheur aussi grand soit-il.

### Utilitarisme total et moyen
L'utilitarisme total, dont il est le plus souvent question, maximise la somme des niveaux de bien-être individuel. Mais ceci implique une conclusion répugnante aux yeux de Derek Parfit, à savoir le devoir d'accroître la population mondiale tant que le bien-être dont sont supposés jouir les individus supplémentaires dépasse la potentielle diminution nette de bien-être des autres individus causée par l'augmentation de la population.
L'utilitarisme moyen est une alternative qui vise à maximiser la moyenne des niveaux de bien-être. Derek Parfit souligne cependant que selon l'utilitarisme moyen, un monde composé d'un seul individu en extrême souffrance serait pire qu'un monde ayant en plus 1 million d'individus souffrant eux aussi mais légèrement moins.

## Utilitarisme et déontologie
L'utilitarisme à deux niveaux développé par Hare repose sur la constatation du caractère artificiel de la dichotomie entre déontologisme et conséquentialisme. Les règles morales très générales, comme la règle de non-nuisance, sont la plupart du temps utiles et suffisantes pour vivre heureux en groupe en faisant les bons choix, mais, quand elles sont prises en défaut dans un cas particulier, il faut leur préférer le calcul des coûts et des bénéfices de telle action contre telle autre. L'utilitarisme de la règle et l'utilitarisme conséquentialiste du felicific calculus benthamien sont donc complémentaires et non opposés. Le premier posera par exemple le principe de non-nuisance et le deuxième permettra de le nuancer en hiérarchisant les nuisances grâce au calcul de leurs coûts respectifs.
Or, à y regarder de plus près, il ne s'agit en fait que d'un seul et même principe conséquentialiste. En effet, nous n'acceptons les règles morales que parce que leurs conséquences heureuses sont, en moyenne et jusqu'à plus ample informé, supérieures à leurs conséquences malheureuses. Mais, quand elles sont insuffisantes pour guider une action donnée, nous passons à l'examen plus précis des conséquences probables de cette action. On ne voit pas sinon quelle pourrait être l'utilité de règles morales très générales.
Aussi, l'opposition entre utilitarisme et déontologie (δέον, déon (« ce qui convient, ce qui est convenable ») avec le suffixe -logy (« -logie »)) est commune bien que non fondée puisque Bentham lui-même emploie la notion de déontologie comme « connaissance de ce qui est juste ou convenable. Ce terme est ici appliqué à la morale, c'est-à-dire, à cette partie du domaine des actions qui ne tombe pas sous l'empire de la législation publique. Comme art, c'est faire ce qu'il est convenable de faire ; comme science, c'est connaître ce qu'il convient de faire en toute occasion».
Ainsi, il s'oppose à l'idée d'« opinion publique » dans le sens où l'opinion n'est pas le bonheur, ce dernier restant lié au plaisir et non à la loi morale. La loi, dans le droit positif, est bien ce qui fonde le discours du prêtre, du moraliste, ou du politique, c'est-à-dire un ensemble d'injonctions visant à déterminer une action normale hors des contingences individuelles. Or nous dit Bentham, la « législation n'a que trop empiété sur un territoire qui ne lui appartient pas. Il ne lui est arrivé que trop souvent d'intervenir dans des actes où son intervention n'a produit que du mal ; et ce qui est pire, elle est intervenue dans les opinions, et spécialement dans les opinions religieuses où son intervention a été on ne peut plus pernicieuse. » Et en effet, toute sanction prise en tant que telle est une action qui entraîne d'abord de la peine, de la souffrance, de la douleur, et qui s'oppose à l'utilitarisme fondant l'action sur le bonheur.

« La base de la Déontologie, c'est donc le principe de l'utilité, c'est-à-dire, en d'autres termes, qu'une action est bonne ou mauvaise, digne ou indigne, qu'elle mérite l'approbation ou le blâme, en proportion de sa tendance à accroître ou à diminuer la somme du bonheur public. Et il serait inutile de chercher à prouver que la sanction publique, en tant que la question sera comprise, s'attachera à la ligne de conduite qui contribue le plus au bonheur public. »

Il est intéressant de noter que Bentham oppose Déontologie et morale publique et introduit l'expression « morale privée », considérée comme « la science du bonheur fondé sur des motifs extra-législatifs, tandis que la jurisprudence est la science par laquelle la loi est appliquée à la production du bonheur ».
Ici, alors même que l'utilitarisme s'oppose strictement à la pensée kantienne, on peut questionner si d'un point de vue déontologique, ils ne se retrouvent pas. Lorsque Kant interroge l'usage « privé » ou « public » de la raison dans Qu'est-ce que les Lumières ?, ce qui fonde l'expression publique de toute pensée est sa liberté et son universalité. Or chez Bentham, si ces deux notions ne relèvent pas des définitions kantiennes mais plutôt du plaisir et de la douleur ressentis par tous les hommes, l'expression d'une autorité nécessaire à la conduite de toute morale est commune aux deux auteurs dans le sens où elle doit partir d'une origine individuelle plutôt qu'une opinion commune, mais néanmoins paraître universelle et s'imposer à tous. Dans les deux cas, l'état de tutelle exercé par l'État est problématique puisqu'il exerce une répression individuelle.

## Utilitarisme et économie
On retrouve parmi les théoriciens de l'économie quelques disciples de l'utilitarisme, en particulier John Austin (qui n'est pas économiste), James Mill, Herbert Spencer (qui n'est pas économiste non plus) et John Stuart Mill qui ont marqué durablement l'histoire de la pensée économique.
Mais, contrairement à une idée répandue en France, l'utilitarisme n'a que peu de rapports avec la théorie économique et n'est en rien à la base de la théorie micro-économique du consommateur. Celle-ci est une théorie descriptive égoïste, et non pas une théorie normative utilitariste. Elle prétend qu'un individu essaie toujours d'obtenir le maximum de satisfaction de sa consommation. Il va donc optimiser, compte tenu de sa contrainte budgétaire, l'utilité personnelle qu'il retire de sa consommation, et non pas l'utilité générale. Le dilemme du prisonnier, formalisé en 1950, illustre par ailleurs le fait qu'utilitarisme et égoïsme peuvent être incompatibles.
En économie prescriptive, comme le souligne Walras, l'économiste n'entend pas porter un jugement moral sur tel ou tel acte de consommation, c'est-à-dire refuse d'emblée toute position éthique dans le domaine.
Par contre, certains auteurs de l'économie du bien-être et de la théorie des choix collectifs s'inspirent de l'utilitarisme (entre autres, Alfred Marshall, Arthur Cecil Pigou, ainsi que John Harsanyi, qui apporte un fondement théorique à l'utilitarisme à travers son théorème utilitariste).

## Critiques
Les critiques envers l'utilitarisme proviennent de différents auteurs, de divers courants de pensée anti-utilitariste ainsi que de divers mouvements sociaux tels que les mouvements écologistes et les mouvements alter-mondialistes.
En France par exemple, le Mouvement Anti-Utilitariste lié à la revue du MAUSS regroupe des intellectuels qui refusent de soumettre les sciences sociales à l’hégémonie du modèle économique et à une vision purement instrumentale de la démocratie et du rapport social.

### Indifférence à l'inégalité
L'utilitarisme s'intéresse à la quantité totale de bien-être plutôt qu'à son égale répartition entre les individus.Il n'accorde pas une valeur intrinsèque à l'égalité. Il a néanmoins tendance en pratique à éviter les inégalités sociales, en raison de l'utilité marginale décroissante : une personne riche bénéficie moins d'une somme d'argent donnée qu'une personne pauvre,.
Diverses autres considérations peuvent entrer en jeu dans le calcul des conséquences, comme l'évasion fiscale en cas de taxation élevée. L'utilitarisme n'est ainsi pas associé à une ligne politique bien définie. Cette subjectivité du calcul des conséquences, qui peut justifier différentes conclusions, a été reprochée à l'utilitarisme.

### Primauté du bonheur sur la justice et les droits fondamentaux
L'utilitarisme de l'acte sera guidé par un calcul coûts-bénéfices lors de décisions judiciaires. Même si l'utilitarisme de la règle estime que l'adhésion à des règles morales et légales est essentielle pour accroître le bien-être collectif, la justification des droits fondamentaux par les conséquences probables en matière de bien-être restera toujours contingente. Les droits fondamentaux ne sont ainsi perçus que comme un moyen instrumental et indirect d'augmenter le bonheur.

### Incalculabilité des conséquences
L'utilitarisme fait tenir la moralité dans les conséquences, ce qui pose plusieurs problèmes aux yeux de certains de ses adversaires. Ces critiques s'adressent au fait d'associer la moralité aux conséquences réelles, mais une partie des utilitaristes ne considère cela dit que les conséquences prévisibles, celles que l'on peut raisonnablement attendre.

#### Incertitude
Les conséquences d'un acte ne sont pas déterminables avant qu'il n'ait lieu. On n'est jamais certain que les conséquences supposées de l'acte seront bien ses conséquences réelles. Un acte apparemment innocent peut avoir des conséquences désastreuses, et inversement. Les utilitaristes font néanmoins la distinction entre la moralité d'une action et la moralité d'une personne. Le fait qu'une action s’avère rétrospectivement mauvaise ne signifie pas forcément qu'il faille blâmer la personne.

#### Infinité
Les conséquences forment une chaîne : si l'acte A est cause de B et que B cause C, l'acte A cause C indirectement. Évaluer les conséquences de l'acte pose dès lors un problème d'identification de ces conséquences : quand dire qu'un acte n'est plus cause ? Où arrêter la chaîne des conséquences ? Selon une parabole chinoise, « est-ce une chance, est-ce une malchance ? », longue histoire où les événements heureux et malheureux s'enchaînent alternativement comme conséquences les uns des autres, sans fin.

### Relativisme moral
Si l'utilitarisme pose le bonheur ressenti comme critère de l'évaluation morale, n'importe quelle sensation de plaisir qui résulterait de telle ou telle action pourrait justifier cette action. C'est pourquoi certains utilitaristes conscients du problème, notamment les représentants du réalisme de Cornell et en particulier David O. Brink dans son ouvrage Moral Realism and The Foundation Of Ethics, ont tenté d'élaborer une version objective de l'utilitarisme où la définition du bonheur ne dépend pas des sensations de l'agent.

### La question des comparaisons interpersonnelles d’utilité
Maximiser le bien-être agrégé d’un groupe d’individus implique, en toute rigueur, de pouvoir mesurer le bien-être de chacun, de les additionner, et de choisir l’action qui conduit au résultat le plus grand.
Or selon tout un courant de pensée[réf. nécessaire], il serait impossible de comparer des niveaux de bien-être différents, car il s’agit d’états mentaux subjectifs.
Les utilitaristes admettent en général qu’un calcul utilitariste parfaitement rigoureux est effectivement irréaliste. Cela ne rend toutefois pas l’utilitarisme inapplicable pour autant, car on peut utiliser des « variables par substitution » qui permettent de mesurer le bien-être de façon indirecte (taux de chômage, taux de criminalité, etc.).

### La question de l'agrégation des utilités individuelles
Derek Parfit a soulevé un problème classique qui se pose à l'utilitarisme lorsqu'il entend agréger les utilités individuelles : si seule leur somme compte, alors peu importe qu'un nombre très élevé de personnes bénéficie d'un bonheur individuel très limité ou qu'un nombre très réduit de personnes bénéficie d'un bonheur individuel très étendu, la somme des utilités sera la même et le résultat indifférent pour l'utilitariste, ce qui est contre-intuitif et donc moralement inacceptable ; si, en revanche, on prend comme critère la moyenne des utilités par individu, alors il est rationnel de réduire le nombre d'individus et d'augmenter la moyenne de leurs utilités individuelles, en promouvant par exemple une politique eugéniste qui élimine les individus dont la capacité à atteindre une utilité correcte est réduite, ce qui est là aussi moralement inacceptable.
Une première échappatoire a été proposée avec « l'utilitarisme à seuil » : on détermine un seuil, un niveau d'utilité en deçà duquel c'est la moyenne des utilités individuelles qui est prise en compte et au-delà leur somme. Cela permet d'éviter les « conclusions absurdes ou répugnantes » que dénonçait Parfit. Mais où fixer le seuil ?
De plus, la question de la mesure et de la comparaison des utilités individuelles reste entièrement posée, sauf à prendre des « variables par substitution » (comme le PIB en parité de pouvoir d'achat, l'IDH ou l'espérance de vie) pour les calculer et les comparer.
Une deuxième manière d'échapper au dilemme soulevé par Parfit est de développer des « utilitarismes objectifs » où la mesure du bonheur ne dépend pas de celle d'utilités mesurées subjectivement (cf. supra). Mais, là encore, pourquoi prendre telle variable par substitution plutôt que telle autre ? L'utilitarisme objectif défendu par David Brink liste plusieurs variables possibles, mais n'en choisit aucune clairement.
Notons enfin que, si l'on adopte l'utilitarisme à seuil en prenant le revenu par tête comme variable (objective) substituée à l'utilité subjective, alors on retrouve à peu près la théorie de la justice distributive proposée par Raymond Boudon pour pallier les défauts du maximin de John Rawls : une maximisation de la moyenne des revenus sous contrainte de plancher.

### Aspect «sacrificiel»
À l'instar du progressisme, dont il découle, l'utilitarisme promeut le sacrifice de certains au profit du plus grand nombre. Il s'agit là d'un des points de la théorie qui sera le plus critiqué au XXe siècle. Ainsi en 1964, le Français Jacques Ellul (selon qui l'idéologie technicienne est l'expression suprême de l'utilitarisme) affirme : 

« La Technique suppose la création d'une nouvelle morale. [...] La morale technicienne présente deux grands caractères (étroitement liés) : d'une part elle est une morale de comportement, d'autre part elle exclut la problématique morale. Morale de comportement : [...] les problèmes d'intentions, de sentiments, d'idéaux, de débats de conscience… ne la concernent pas. [...] Et ce comportement doit être fixé [...] en fonction de règles techniques précises. [...] Tout cela conduit à remettre en question la problématique du choix du bien et du mal, la décision individuelle, la morale subjective : il n'y a plus (réellement) de choix à effectuer car le comportement bon est celui que la technique demande et rend possible. [...] L'on peut tout mettre en question dans notre société mais pas la technique, qui se révèle alors comme valeur décisive. Et en tant que valeur, elle est désirable. Elle mérite bien que toutes les forces y soient consacrées, elle mérite bien que l'homme s'y sacrifie. »

— Jacques Ellul.
En 1971, dans son ouvrage Théorie de la justice, le philosophe américain John Rawls dénonce lui aussi le sacrifice à l'utilité dès lors que celle-ci a été élevée au rang de valeur.
Sur cette question, on distingue déjà au XiXe siècle la position de William Godwin de celle des utilitaristes réels : contrairement à eux, Godwin ne remplit pas le critère d'impartialité du calcul, ce qui l'amène à défendre un sacrifice partial où la maxime « un compte pour un » n'est « pas » respectée. Il faut donc faire la part entre le point de vue pseudo-utilitariste de Godwin et celui de l'utilitarisme.
L'aspect dit « sacrificiel » est lié à la logique de la compensation et au prescriptivisme utilitariste. Dans l'évaluation globale de la moralité, les bonnes et les mauvaises conséquences se compensent. Si pour augmenter la satisfaction du plus grand nombre on doit sacrifier une personne, l'utilitarisme soutient que c'est ce qu'il « faut » faire.
L'exemple classique est celui des naufragés : un groupe de naufragés est sur un radeau de fortune, mais celui-ci va couler car ils sont trop nombreux. En abandonnant un des membres du groupe on évitera au radeau de couler, mais celui qui sera sacrifié mourra. L'utilitarisme conduit à sacrifier un des membres pour sauver les autres : l'acte de l'abandonner a une conséquence négative pour lui, mais elle est compensée par les conséquences positives pour les autres membres.
Dans un tel cas, l'appellation « sacrifice » est relative. Les anti-utilitaristes parleront de « sacrifice », mais les utilitaristes préféreront « sauvetage ». Selon qu'on se place du point de vue de l'individu sacrifié ou des individus sauvés, le vocabulaire peut changer.
Cependant, l'accusation de sacrifice peut porter sur des cas où le « sauvetage » est moins flagrant. Dans le choix d'un modèle de société, l'utilitariste défendra le modèle qui permet le bonheur du plus grand nombre, indépendamment de la répartition de ce bonheur. Opprimer un groupe social au profit des autres semble donc possible dans une perspective utilitariste. Il faut toutefois faire justice aux utilitaristes en rappelant qu'ils ne soutiennent généralement pas positivement le sacrifice : sacrifier n'est un devoir que lorsqu'il n'y a « pas » d'autre solution.

### Utilitarisme et «mérite»
- Si vous ne connaissez pas le sujet, laissez ce bandeau (vous pouvez alors contacter les auteurs).
- Si vous supprimez le contenu mis en cause (vous pouvez préalablement contacter les auteurs),

argumentez précisément cette suppression dans la page de discussion
(un manque de référence n'est pas un argument ; une recherche réelle de référence doit avoir été effectuée, être formellement documentée).
Néanmoins, l'utilitarisme ne commande pas de sacrifier systématiquement son bonheur à celui de ses semblables. Ce reproche que l'on fait souvent à l'utilitarisme de Mill est un faux procès.
Si, en effet, je vis dans une société juste et que j'y occupe la place que je mérite, on ne voit pas pourquoi je devrais brimer mon bonheur pour satisfaire les désirs d'autrui. Si, par exemple, j'ai réussi un concours auquel mon voisin a échoué, il ne serait ni rationnel ni juste que je lui cède ma place uniquement pour augmenter son bonheur car il vaut mieux vivre dans une société qui frustre certains de ses membres mais réserve quand même à chacun la place qu'il mérite. Une telle société n'éliminera jamais la frustration, mais maximisera tout de même le bonheur agrégé.
C'est pourquoi on peut estimer, à l'instar de David Brink, que la planification de sa propre carrière professionnelle, qui est un élément important du bonheur individuel, ne s'oppose pas à l'altruisme dans une société juste. Car il est juste de donner aux plus méritants, dans une telle société, la place qu'ils méritent. L'effort pour vivre et travailler consciencieusement dans une société juste qui récompense le mérite ne s'oppose pas à l'altruisme puisqu'un tel effort profite à tout le monde et place ceux qui le méritent à la place qu'ils méritent. En faisant l'effort de donner le meilleur de moi-même dans la poursuite de ma carrière personnelle, je sers l'ensemble de ma société.
C'est également, soit dit en passant, la raison pour laquelle la théorie des sentiments moraux chez Adam Smith ne s'oppose pas à sa théorie de la main invisible : on a parfois raison de poursuivre son intérêt personnel s'il s'accorde à l'intérêt général de la société. Et c'est aussi l'intuition de Rawls.
La neutralité impliquée par l'utilitarisme (c'est-à-dire le principe moral de considérer que mon bonheur n'a ni plus ni moins d'importance que celui de mon voisin) ne commande donc pas toujours de sacrifier son bonheur personnel.

### Impartialité et délaissement de l'agent
Bien que cette critique porte même sur d'autres théories morales, l'utilitarisme a été critiqué pour son impartialité. L'impartialité demandée à l'agent serait en effet délétère pour ce dernier : pour être moral il faudrait ne plus être soi-même. Tous les processus visant à acquérir un point de vue impartial sont en effet des processus dépersonnalisant (essayer de se mettre à la place de l'autre, par exemple).
Cette attaque peut être rapprochée de la critique du délaissement de l'agent moral. Pour l'utilitarisme c'est l'acte qui compte, quel que soit l'agent qui l'accomplisse. Cependant, on peut penser qu'il y a une différence lorsque j'accomplis ou non l'action moi-même.
Bernard Williams propose un exemple dans lequel les conséquences restent inchangées quel que soit l'agent. Un scientifique travaillant dans une firme se voit demander de fabriquer une arme qui sera utilisée de façon certaine pour tuer des milliers de personnes : s'il accepte il devra fabriquer l'arme, s'il refuse la firme trouvera quelqu'un d'autre et l'arme sera fabriquée quand même. L'utilitarisme ne permet pas de choisir ce qu'il faut faire, pourtant il semble bien que l'agent soit face à un problème moral. Il se pourrait donc qu'on ne puisse pleinement évacuer l'agent du questionnement sur la moralité.
Cela dit, on comprend mal a) pourquoi le reproche d'une excessive impartialité demandée à l'agent est souvent fait à l'utilitarisme et pas au kantisme, b) comment un tel reproche peut être compatible avec celui, également courant, qui voit dans l'utilitarisme une forme sophistiquée du relativisme moral et de l'égoïsme.

#### En français
- Présentation de l'utilitarisme [PDF] par Francisco Vergara, dans Encyclopaedia Universalis.
- En défense de l'utilitarisme, par David Olivier, dans les Cahiers antispécistes (revue focalisée sur la question animale)
- La pertinence de Mill aujourd'hui : un point de vue personnel, par Peter Singer
- Sur La Nature de John Stuart Mill, par E. Reus
- Utilitarisme et anti-utilitarisme dans l'éthique animale contemporaine, par E. Reus
- John Stuart Mill et l'utilitarisme, par Unige
- Deux siècles d'utilitarisme [PDF], par Malik Bozzo-Rey et Émilie Dardenne.
- Vergara, Francisco, John Stuart Mill : mythes et réalités [PDF], existe aussi au format de Word [doc].
- Francisco Vergara, « Bentham et Mill sur “la qualité” des plaisirs [doc] », Revue d'études benthamiennes, Paris, 2011.

#### En anglais
- (en) Introduction to Utilitarianism, un manuel d'introduction en ligne sur l'utilitarisme, coécrit par le philosophe William MacAskill, sur utilitarianism.net.
- (en) Utilitarian philosophers, sur utilitarian.net
- (en) Utilitarianism.com, ressources en ligne.
  - Glossaire sur l'utilitarisme.
- (en) Ethics Updates (ressources en ligne).
- (en) L'utilitarisme à deux niveaux de Hare.